# Pedicularis resupinata
Pedicularis resupinata är en snyltrotsväxtart. Pedicularis resupinata ingår i släktet spiror, och familjen snyltrotsväxter.

## Underarter
Arten delas in i följande underarter:
- P. r. crassicaulis
- P. r. galeobdolon
- P. r. lasiophylla
- P. r. oppositifolia
- P. r. resupinata
- P. r. teucriifolia
- P. r. albiflora
- P. r. caespitosa
- P. r. mikawana

## Bildgalleri

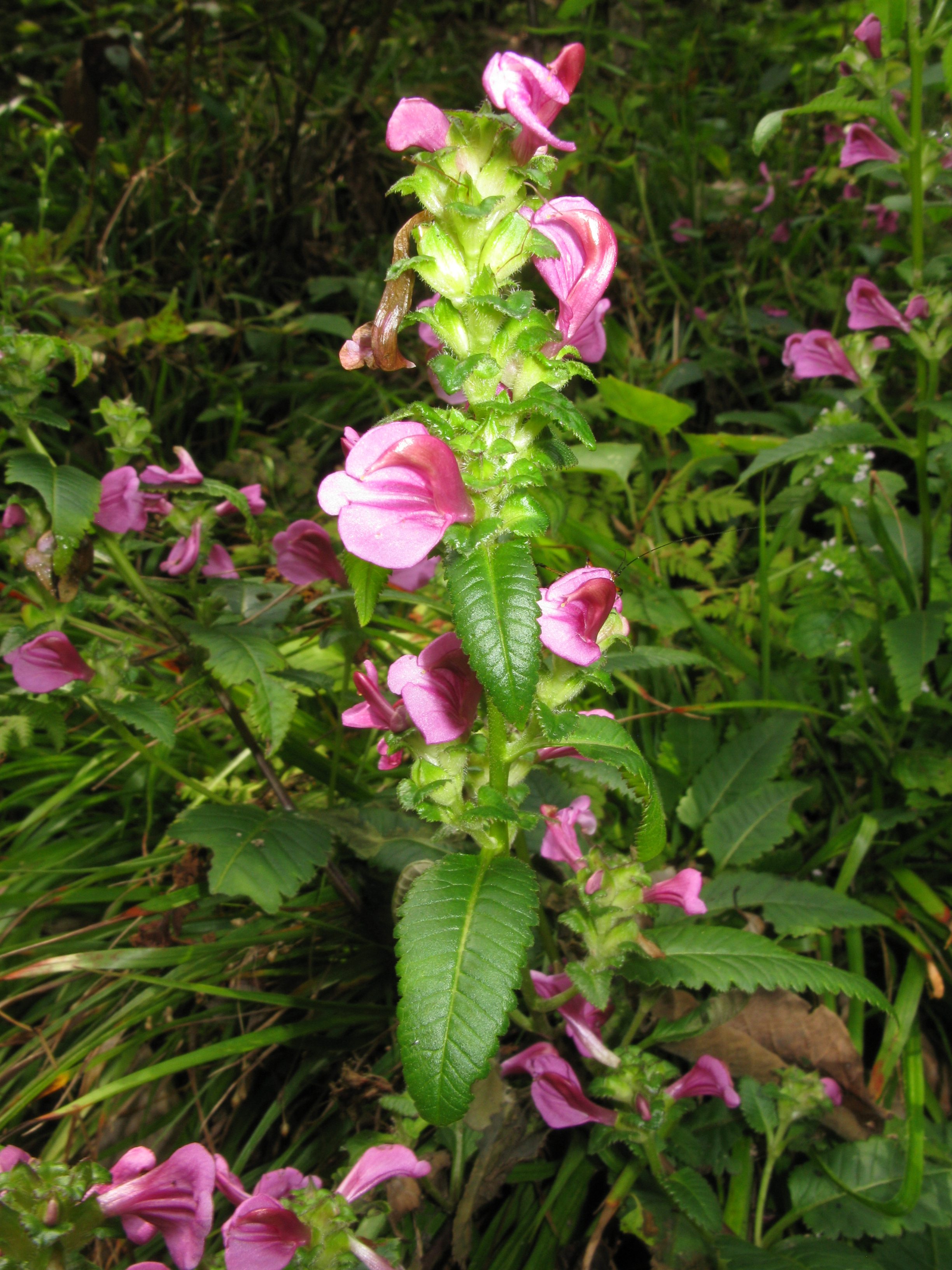
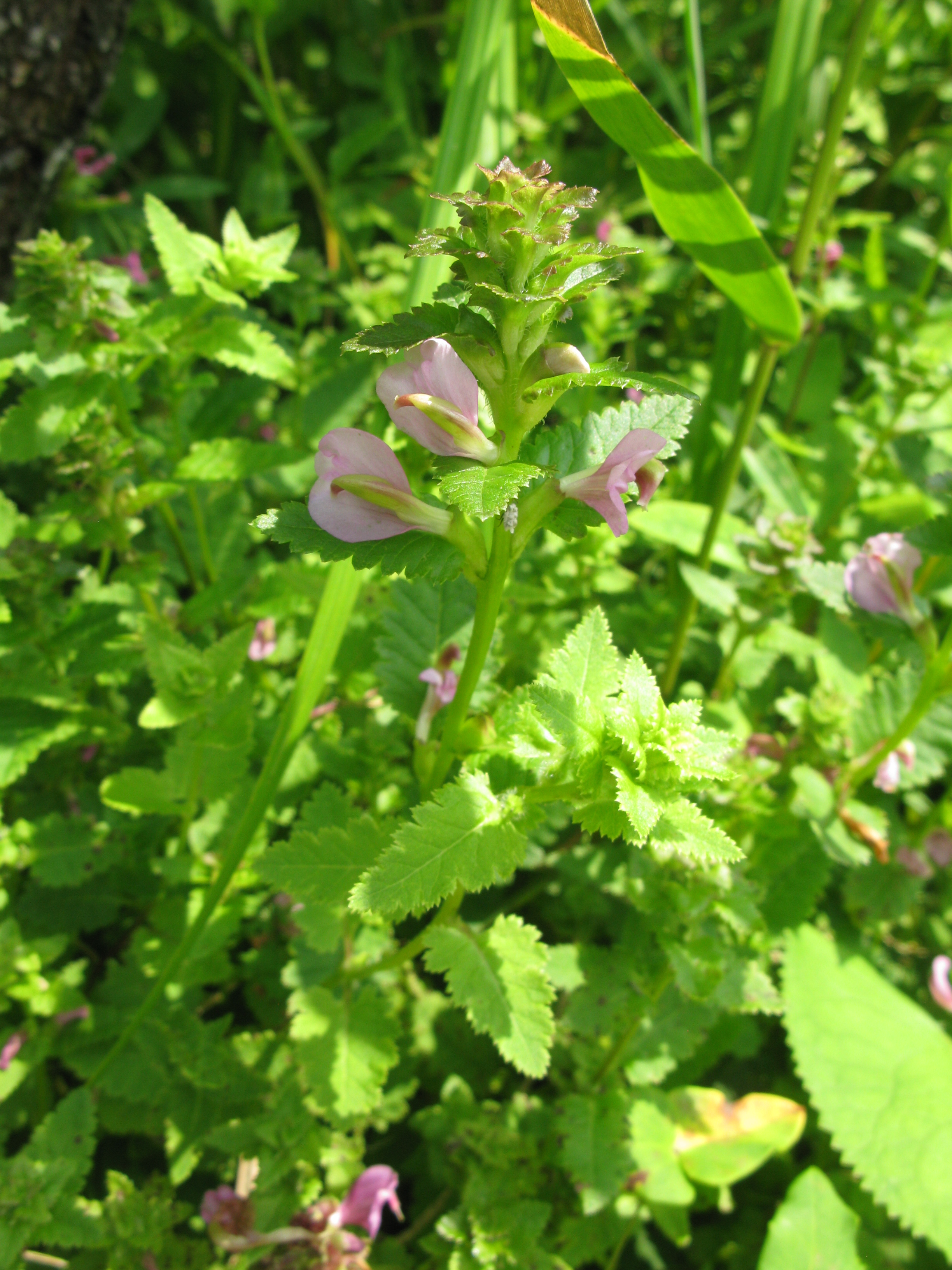
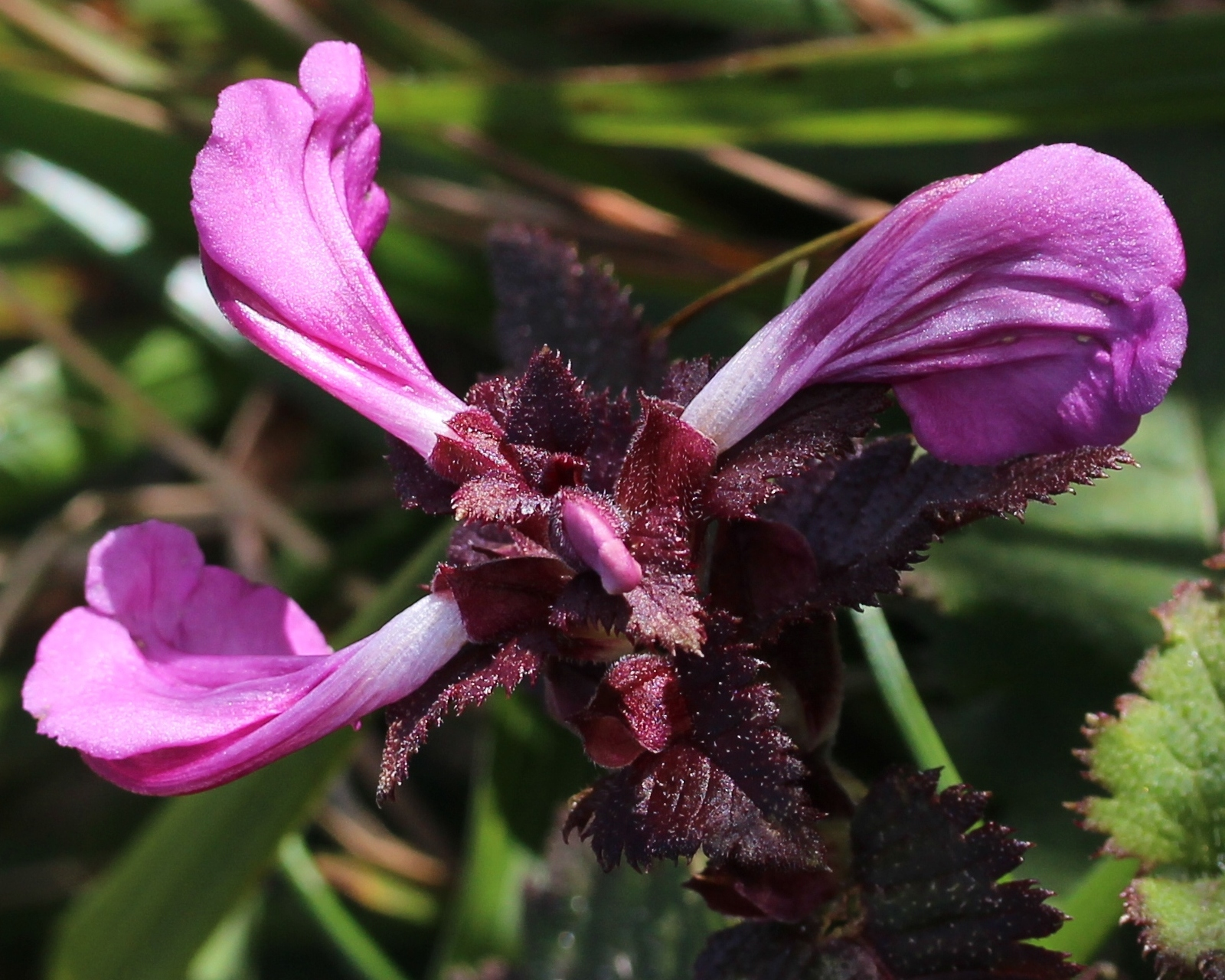
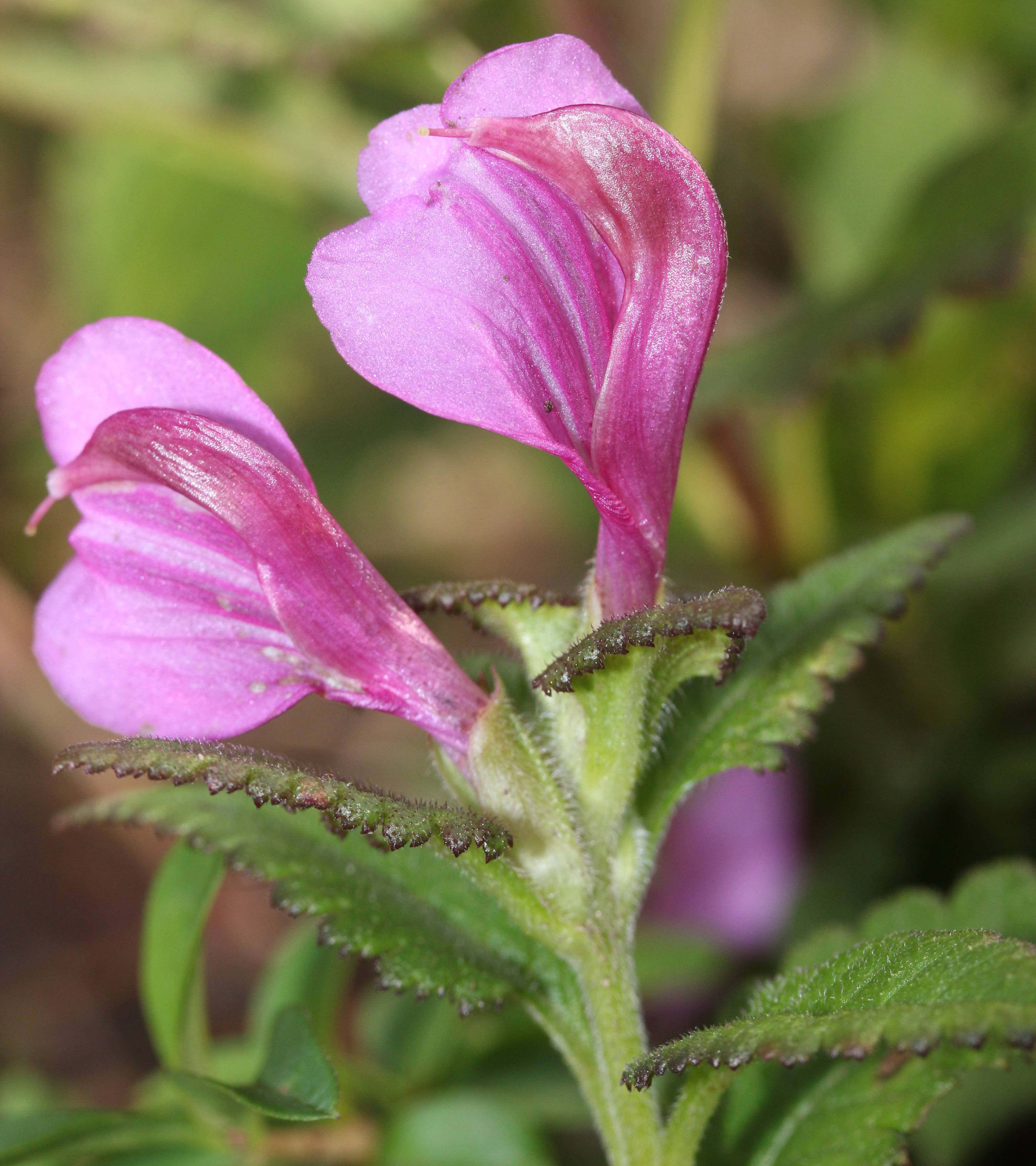